# St. Johannes der Täufer (Eitting)

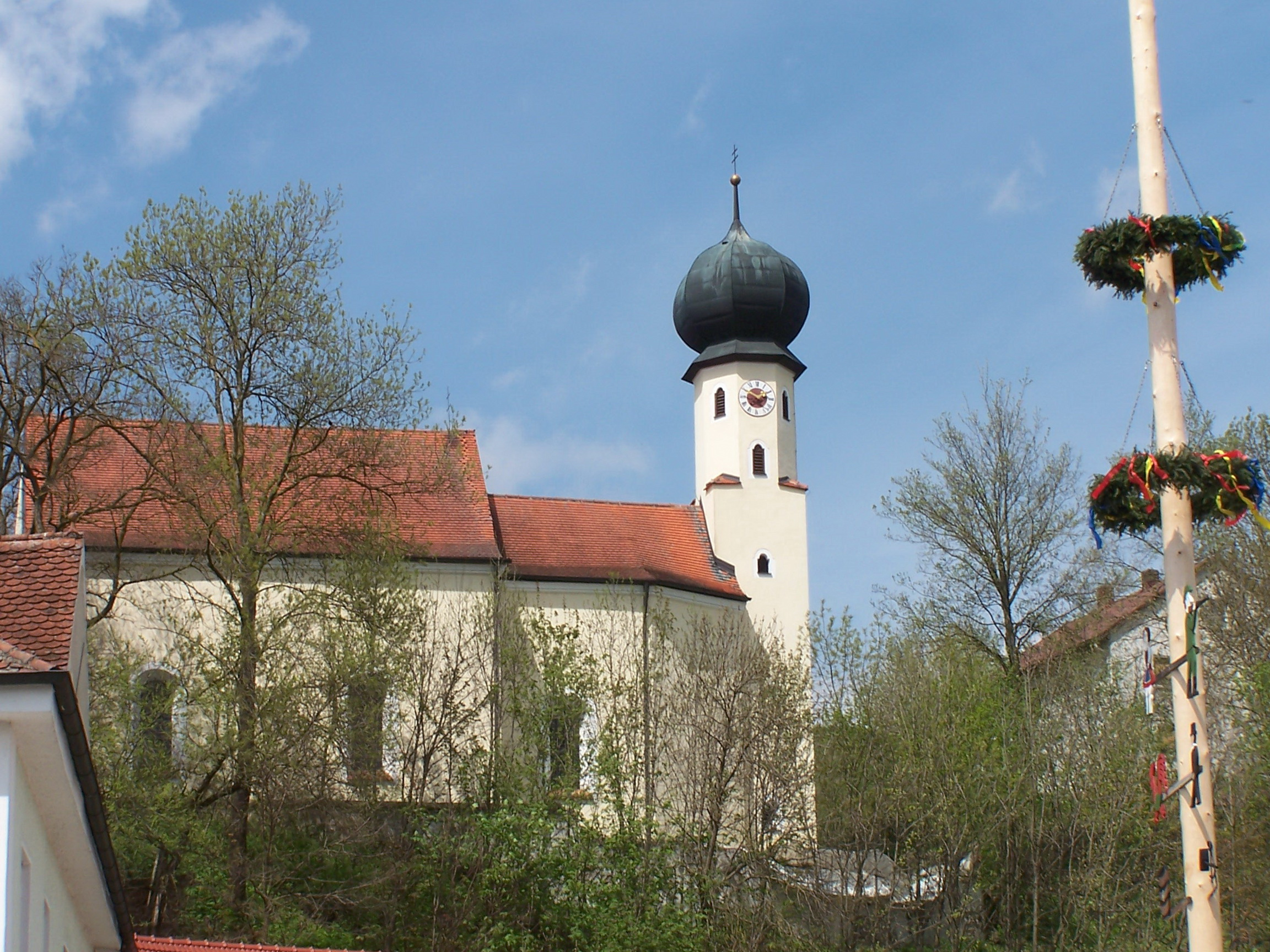
St. Johannes der Täufer in Eitting

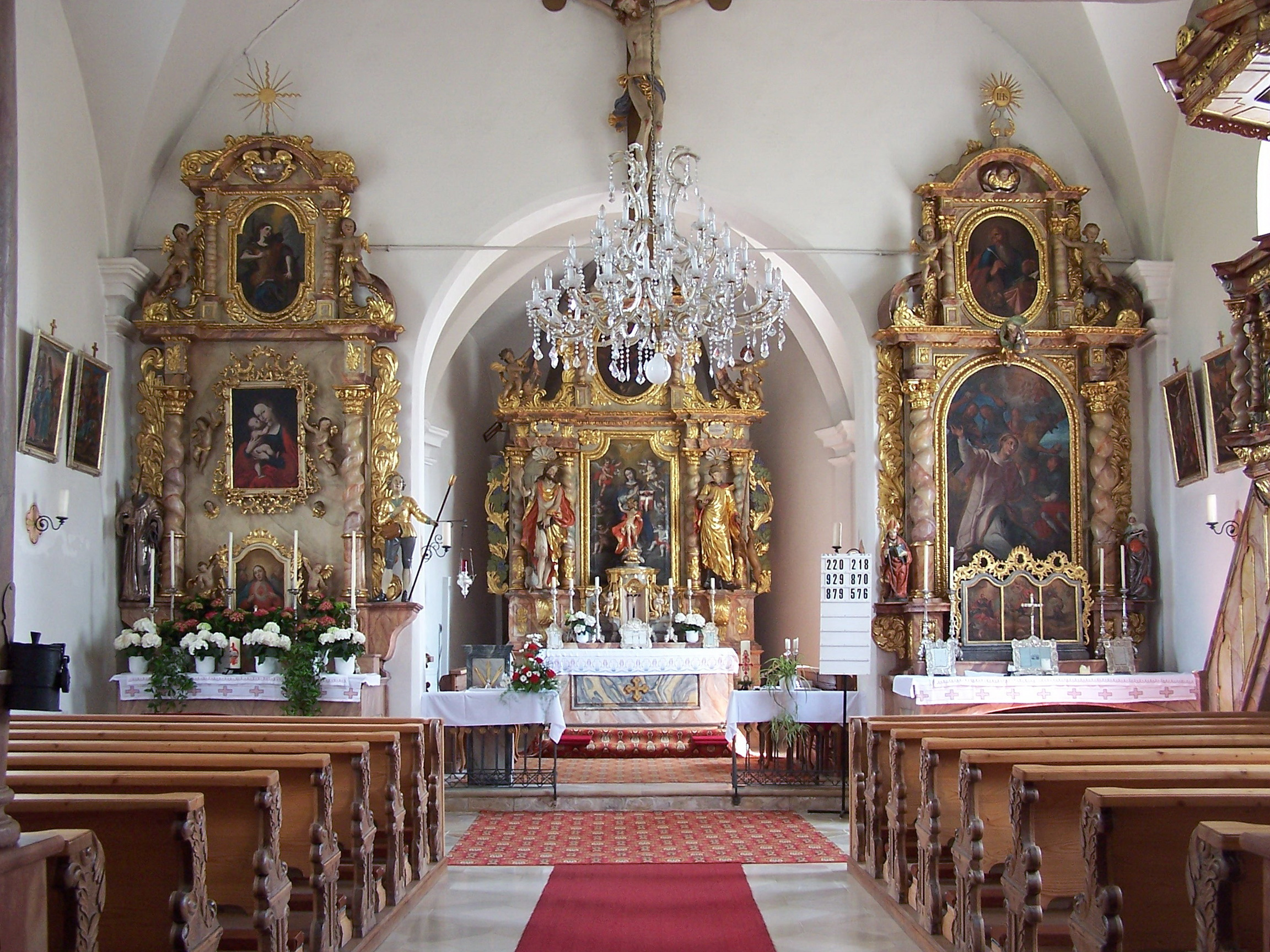
Innenraum

Die römisch-katholische Filialkirche St. Johannes der Täufer steht in Eitting, einem Gemeindeteil von Laberweinting im niederbayerischen Landkreis Straubing-Bogen. Sie ist in der Liste der Baudenkmäler in Laberweinting unter der Nummer D-2-78-144-7 eingetragen. Die Kirche gehört zum Dekanat Straubing-Bogen im Bistum Regensburg.

## Beschreibung
Die barocke Saalkirche wurde um 1690 anstelle des verfallenen Schlosses in Eitting erbaut. Sie besteht aus dem Langhaus zu zwei Jochen, dem eingezogenen, dreiseitig geschlossenen Chor zu einem Joch im Osten und dem Kirchturm auf quadratischem Grundriss mit achteckigem obersten Geschoss und Zwiebelhaube an der Stirnseite des Chors.
Das Langhaus ist mit einem Stichkappengewölbe überspannt, der Chor mit einem Kreuzgewölbe. Die Altäre und die Kanzel wurden um 1700 gestaltet. Die ursprüngliche Orgel auf der Empore im Westen baute um 1765 Johann Peter Plersch.